# Lioptilodes yungas
Lioptilodes yungas là một loài bướm đêm thuộc chi Lioptilodes.